# Lucjan Skalski
Lucjan Skalski (ur. 7 listopada 1907, zm. 2 kwietnia 1994) – polski działacz państwowy, prezydent Opola i przewodniczący Prezydium Miejskiej Rady Narodowej w Opolu (1948–1952).

## Życiorys
Od października 1948 pełnił funkcję prezydenta Opola, przekształconą w czerwcu 1950 w stanowisko przewodniczącego Prezydium Miejskiej Rady Narodowej w Opolu (pozostał na nim do lipca 1952). Od 1950 pozostawał radnym, a w latach 1952–1956 zastępcą przewodniczącego Wojewódzkiej Rady Narodowej w Opolu. Szefował komitetowi budowy Wyższej Szkoły Pedagogicznej w Opolu.
Pochowany na cmentarzu komunalnym w Opolu-Półwsi.